# Blockakkord
Blockakkorde sind ausnotierte Akkorde oder Stimmen im Oktavbereich unterhalb der Melodie, um eine vierstimmig harmonisierte Melodie zu bauen. Das Spiel auf dem Klavier wird auch Locked-Hands-Stil (verbundene Hände) genannt, weil sich rechte und linke Hand den einzelnen Akkord, der dabei oft über vier Stimmen hinausgeht, teilen und ihn parallel in die gleiche Richtung führen. Blockakkorde mit einer oktavversetzt verdoppelten Melodie werden gerne zur Unterstützung swingender Melodielinien eingesetzt, so dass sie sich vom rhythmischen Hintergrund abheben können. Als Entwickler der Blockakkord-Spielweise gilt der Pianist Milt Buckner. Ein früher Meister dieser Technik war der Pianist George Shearing, der ihr seinen Namen lieh: „Shearing Voicings“.
Blockakkorde findet man prägnant im Spiel von Red Garland und Bobby Timmons, abwechslungsreich bei Phineas Newborn Jr. und bei Lennie Tristano, der im Wechsel mit seinem typisch "linearen" Stil ausgeprägte Blockakkordfolgen pflegt.
Bläsersätze in Bigbands können in Blockakkorden geführt werden, so bei Glenn Miller (Moonlight Serenade, seit 1938), beim späten Count Basie Orchester und bei Thad Jones.

## Methodik
- Allgemeiner Blockakkord (Generic block chord). Er wird wie oben beschrieben gespielt.
- Verdoppelte Melodie (Double Melodie, gewöhnlich Shearing Voicing genannt) mit einer zusätzlichen fünften Stimme, der eine Oktave tiefer verdoppelten Melodie
- Tiefoktavieren der zweiten Stimme (Drop 2, genau genommen kein Blockakkord mehr), die zweite Stimme, von der oberen gezählt, wird eine Oktave tiefer gespielt (fallengelassen). Das ergibt einen wesentlich klareren Klang, da hohe Dissonanzen wegfallen.

Wenn die Melodienote schon ein Akkordton des zugrundeliegenden Akkordes ist, werden für die restlichen drei Stimmen auch akkordeigene Töne verwendet.
Die Technik eignet sich für diatonische (nichtchromatische) Melodien und benutzt verminderte Akkorde für akkordfremde Töne der Melodie. Wenn die Melodienote als Durchgangston gedeutet wird, wird die Harmonie mit einem verminderten oder einem chromatisch verschobenen Akkord gebildet. Bevor man die Harmonien bildet, können Dreiklänge zu Sextakkorden ergänzt werden, was aber keine feste Regel ist.
1. ↑ Billy Taylor: Jazz Piano. A Jazz History. Trade edition. W. C. Brown Co. Publishers, Dubuque IA 1983, ISBN 0-697-09959-8 (Enthält das Beispiel).

Im Prinzip kann die ganze diatonische Tonleiter mit einem Sextakkord harmonisiert werden. Für das einfache Grundprinzip wird deshalb ein einfacher Dreiklang zum Sextakkord erweitert, dann hat man schon vier akkordeigene Töne der Tonleiter. Der verminderte Akkord übernimmt die Funktion der Dominante, was funktionsharmonisch den Ablauf I - V - I - V - I … ergibt (siehe im Beispiel die zweite Zeile). Deshalb kann man dafür auch alterierte Dominanten verwenden und sogar Mollakkorde der zweiten Stufe dazwischenschieben, bis man den harmonischen Ablauf bIII - II - V - I erhält. Der bIII Akkord – vermindert oder nicht – substituiert dabei den VI Akkord (Akkord der sechsten Stufe). Man hat dann einen VI - II - V - I turnaround. Hierbei handelt es sich aber schon um eine Erweiterung der hier beschriebenen Technik. Die Tonauswahl, der beiden Akkorde I und II dim, benutzt Barry Harris in anderer Weise für seine Bebop scale.

Ein anderer für seine Blockakkorde berühmter Pianist war Red Garland, der sieben- bis achtstimmige Blockakkorde benutzte, indem er oft einen bestimmten Akkord in der linken Hand (tiefe Töne) rhythmisch mitschlug, während er in der rechten die Melodie zur Oktave verdoppelte; oft baute er dazwischen noch ein bis zwei andere Noten (die Quinte) ein. Das ist keine virtuose Variante, aber sie kann trotzdem gut klingen. Auf den Aufnahmen in seinem Trio mit John Coltrane oder des Miles Davis Quintetts gibt es einige schöne Beispiele dafür. 
Selbst für junge Jazzpianisten (z. B. Geoff Keezer) gehört es heute zum Standard, die Melodie parallel akkordisch zu harmonisieren. Dabei können auch zwischen dem tiefen und dem hohen Akkord eine oder mehrere Oktaven Abstand gelassen werden.

## Beispiele
Es folgt ein Beispiel einer Harmonisierung einer C-Dur-Tonleiter in Blockakkorden. Das Beispiel verwendet drei verminderte Akkorde mit den Melodienoten D, F und H. In der zweiten Zeile kommt der verminderte Akkord auf gis dazu. Das ergibt eine rhythmisch symmetrische Harmonisierung dieser Tonart und zwei zusätzliche, melodiös verwendbare Halbtöne, indem sie alle vier verminderten Akkorde benutzt:
Das nächste Beispiel zeigt, wie eine Melodie in F in Blockakkorden geführt wird, indem sie je eine der drei oben beschriebenen Methoden benutzt:
Clif Kuplen weist darauf hin, dass man jede um einen achten chromatischen Ton erweiterte diatonische Tonleiter mit nur zwei Blockakkorden harmonisieren kann, in dem man abwechselnd die Töne 1357 und 2468 spielt. Diese Technik wird unter anderem im Bebop eingesetzt, bei dem z. B.in einer C-Dur-Tonleiter das gis als achter Ton eingesetzt wird. Aufgrund der fünf Möglichkeiten, um welches accidental man eine diatonische Tonleiter ergänzen kann, ergeben sich insgesamt fünf solche Harmonisierungen.

## Varianten

Veränderter verminderter Akkord der Blockakkordtechnik

Mark Levine schlägt vor die Drop-2-Voicings der Verminderten zu verändern. Er erhöht den dritten Ton von oben um einen Ganzton, der damit in dieselbe Ganzton-Halbtonleiter fällt. Damit lässt sich unter Kontrolle durch das Gehör (man bekommt damit Durterzen in Moll, der verminderte Akkord bringt aber eine Untersekunde) der charakteristische Vermindertenklang aufbrechen und bereichern.
Bobby Timmons bringt Blockakkorde in der großen Oktave mit untenliegendem Grundton, bei der Veränderung der Akkorde Verminderte in der linken Hand. Dabei kann er die Melodie in der rechten bedeutend einfacher lassen und über Bluestonleitern mit verminderter Quinte improvisieren, die sich auch in allereinfachster Form mit den allfällig auftretenden verminderten Akkorden reiben.